# كيث غريفيثز
كيث غريفيثز (بالإنجليزية: Keith Griffiths)‏ (30 ديسمبر 1927 بتشستر في المملكة المتحدة - 1 أغسطس 2015) هو لاعب كرة قدم بريطاني في مركز حراسة المرمى. لعب مع نادي ريل ونادي تشستر سيتي.